# گمینا ناکوو ناد نوتچیان
گمینا ناکوو ناد نوتچیان (به لهستانی:  Gmina Nakło nad Notecią) یک گمینا در لهستان است که در شهرستان ناکوو واقع شده‌است. گمینا ناکوو ناد نوتچیان ۱۸۶٫۹۷ کیلومتر مربع مساحت و ۳۲٬۰۷۵ نفر جمعیت دارد.